# Ahmad Shah Massoud
Ahmad Shah Massoud (احمد شاه مسعود Aḥmad Šāh Mas'ūd; Sinh ngày 2 tháng 9 năm 1953 mất ngày 09 tháng 9 năm 2001) là một nhà lãnh đạo chính trị và quân sự của Afghanistan người Tajik.
Từng là một kỹ sư xây dựng. Trong thời gian Liên Xô chiếm đóng (1979-1989), ông là một trong những nhà lãnh đạo của cuộc kháng chiến của những chiến binh phiến quân Mujahideen, lãnh đạo bởi phe Tajik. Sau sự rút lui của quân đội Liên Xô đất nước Afganistan vẫn tiếp tục chìm trong nội chiến. Vào đầu tháng 8 năm 1991, Liên Xô ngừng cung cấp thiết bị quân sự cho chính quyền thân Liên Xô. Vào cuối năm này, Liên minh phương Bắc được thành lập với vai trò lớn là của Shah Massoud và phe Tajik của ông.
Trong tháng 3 năm 1992 Shah Massoud thiết lập một liên minh với người đứng đầu của phe Uzbek của Dustum - tướng Mujahideen cùng chống lại tổng thống Muhammad Najibullah. Một tháng sau đó, Kabul rơi vào tay của Mujahideen. Chính quyền Najibullah bị lật đổ. Vào tháng 7 năm 1992, Chính quyền mới của Afghanistan được thiết lập với tổng thống là Burhanudin Rabanne. Trong chính phủ mới Ahmad Shah Massoud là bộ trưởng bộ quốc phòng. Tháng 12 năm 1992, phe nổi loạn người Pashtuns dẫn đầu là Hekmatyar tẩy chay cuộc bầu cử mà Burhanudin Rabanne đã được xác nhận là tổng thống mở đầu cho sự chia rẽ trong nội bộ của Mujahideen.
Tháng 3 năm 1993, Afghanistan được phân chia thành các khu vực dưới sự kiểm soát của các bên: Toàn bộ miền Nam với một cộng đồng dân số chủ yếu là người Pashtun được kiểm soát bởi Hekmatyar, phần trung tâm của Mazar, phần phía Tây của Herat dưới sự kiểm soát của Ismail Khan ở phía bắc của Mazari- Sharif, và phía Đông Bắc được kiểm soát bởi Shah Massoud và người Tajik. Rabbani vẫn được chấp nhận là tổng thống trong khi Hekmatyar được gọi là Thủ tướng để duy trì sự thống nhất mong manh giữa Mujahideen.
Tháng 2 năm 1994, các Dustum và Hekmatyar bắt đầu hành động quân sự chống lại Tổng thống Burhanudin Rabanne và Shah Massoud. Cuộc nội chiến một lẫn nữa tái diễn mặc dù với cường độ ít hơn. Cuộc chiến này liên quan đến vấn đề sắc tộc. Mỗi phe phái bảo vệ lợi ích riêng của mình. Afghanistan trên con đường của sự sụp đổ - các nhà lãnh đạo của các phe phái thậm chí còn tiến hành các cuộc đàm phán ngoại giao với các nước láng giềng. Cũng vào lúc này xuất hiện của phong trào "Taliban" dẫn đầu là Mullah Omar ở Nam Afghanistan. Với sự hỗ trợ của cơ quan tình báo Pakistan ISI, Taliban nhanh chóng trở thành một lực lượng chính trị quân sự đáng gườm vào cuối năm 1994, và đã có những hành động quân sự với tất cả các phe phái của Mujahideen.
Trong những tháng đầu năm 1995, Taliban lại kiểm soát gần 45% của đất nước. Hekmatyar đã bị trục xuất, Mazar đã bị giết chết. Ahmad Shah Massoud, Shah Ismail và Dustum phục hồi lực lượng ở Northern Alliance, cùng liên minh chống lại phong trào "Taliban". Dưới áp lực lớn từ Taliban, Herat sụp đổ và Ismail Shah chạy trốn sang Iran. Còn Kabul vẫn nằm dưới sự kiểm soát của Mujahideen cho đến khi sau khi chiến dịch tấn công lớn của Taliban vào tháng 3 và tháng 10.
Trong nửa đầu năm 1996, gần 70% của Afghanistan dưới sự kiểm soát của phong trào "Taliban". Đầu tháng 9, Taliban bắt Jalalabad. Ngày 27 Tháng 9 năm 1996, Taliban chiếm được Kabul và sau đó Taliban kiểm soát gần như toàn bộ quyền lực ở Afghanistan. Rabbani chạy trốn và cựu Tổng thống Muhammad Najibullah bị treo cổ.
 Năm 1998, 95% lãnh thổ của đất nước dưới sự kiểm soát của Taliban. Các lãnh thổ còn lại được bảo vệ với tất cả các lực lượng của Shah Massoud. Các nước lân cận như Cộng đồng các quốc gia độc lập CIS, Nga và Iran đã bắt đầu để hỗ trợ cho Mujahideen. Vào cuối năm này, Shah Massoud phản công và lấy lại phần lớn của vùng Đông Bắc - gần 15% của đất nước. Trong 3 năm tiếp theo trạng thái Afghanistan được duy trì như cũ.
Những ngày trước cuộc tấn công 11 tháng 9 năm 2001, hai ngày sau bài phát biểu trước Liên minh châu Âu, ông đã bị giết chết bởi đối thủ của mình – một đoàn làm phim truyền hình giả gồm hai người cho kích hoạt chất nổ giấu trong một máy ảnh.